# Östhammar
Östhammar est une ville de Suède, chef-lieu de la commune d'Östhammar dans le comté d'Uppsala. 4 598 personnes y vivent.
Östhammar est jumelée avec la ville de Durbuy, en Belgique.
En octobre 2020, le conseil municipal a donné officiellement son accord à l'implantation sur le territoire de la commune d'un site de stockage définitif de déchets nucléaires qui était étudié depuis 2009. Exploité par la société SKB, il sera implanté dans une roche granitique à une profondeur de 400 à 500 m.